# Janna Köhrmann

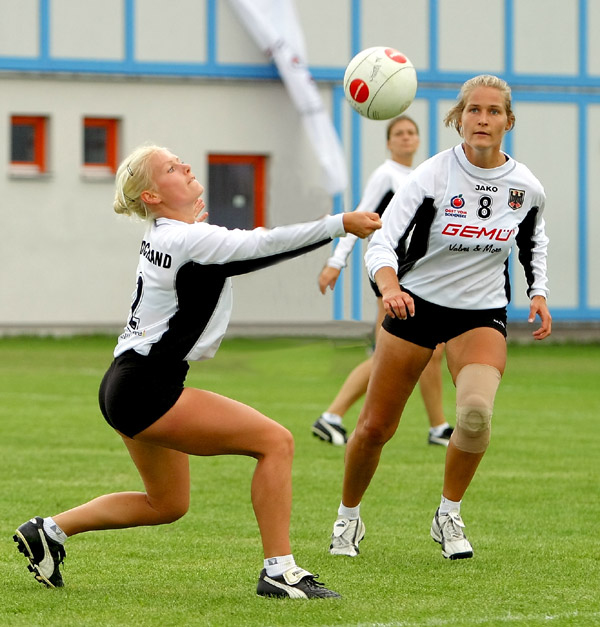
Janna Meiners (links) beim Zuspiel auf Bianca Mollenhauer.

Janna Köhrmann (* 16. August 1981 als Janna Meiners) ist eine deutsche Faustballerin.
Mit ihrem Heimatverein Ahlhorner SV hat Janna Köhrmann zwischen 2002 und 2015 vierzehnmal die deutsche Faustball-Meisterschaft gewonnen, achtmal in der Halle und sechsmal im Feld. Die Jugendklassen eingeschlossen kommt sie auf 22 nationale Titel. Mit Ahlhorn hat Janna Köhrmann auch achtmal den Europapokal (dreimal in der Halle und fünfmal auf dem Feld) sowie 2004 (in Brasilien gegen Sogipa Porto Alegre) und 2006 (in Ahlhorn gegen Duque de Caixias / Brasilien) den Weltpokal gewonnen. 
Seit 2001 spielt sie in der Nationalmannschaft. Als Zuspielerin hatte Janna Köhrmann maßgeblichen Anteil am Gewinn der Weltmeisterschaft 2006 und der Europameisterschaft 2007. Insgesamt hat sie mit den deutschen Frauen bereits vier Europameisterschaften siegreich beendet. Zudem war Janna Köhrmann einmal Vizeweltmeisterin (2010 in Chile als Mannschaftskapitänin), WM-Dritte (2002 in Brasilien) und einmal EM-Zweite. In der A-Nationalmannschaft spielte sie bislang 49-mal, weitere zwölf Länderspiele hatte sie während ihrer Jugendzeit bestritten. Damit ist sie momentan Rekordnationalspielerin. 2011 trat sie als Nationalspielerin zurück.
Janna Köhrmann stammt aus einer niedersächsischen Faustball-Familie. Ihre Eltern Edda und Ulrich Meiners waren 1984 deutsche Meister. Edda Meiners ist nun Jannas Trainerin im Verein, Ulrich Meiners seit 2005 als Präsident der höchste Repräsentant der Deutschen Faustball-Liga (DFBL). Janna Köhrmann ist die um drei Jahre jüngere Schwester der Zwillinge Philip und Till Meiners, die in Ahlhorns Männer-Team in der ersten Bundesliga Nord spielten.
Als Lehrerin unterrichtet Janna Köhrmann am Schulzentrum West in Delmenhorst. Am 28. Mai 2008 ist ihr in Berlin als einer von acht Faustballerinnen von Bundesinnenminister Wolfgang Schäuble das Silberne Lorbeerblatt verliehen worden. In Deutschland ist das Silberne Lorbeerblatt die höchste staatliche Auszeichnung für sportliche Erfolge. Janna Köhrmann ist eine von bislang 13 Faustballerinnen, die auf diese Weise geehrt worden sind.
Vor dem Gewinn der Deutschen Meisterschaft in der Halle 2015 hat Janna Meiners ihren Sohn Nuri (28. April 2014) und anschließend ihren Sohn Noah (4. Oktober 2015) geboren. Momentan spielt sie wieder in der 1. Bundesliga-Mannschaft ihres Vereines.
| Personendaten    | Personendaten                |
| ---------------- | ---------------------------- |
| NAME             | Köhrmann, Janna              |
| ALTERNATIVNAMEN  | Meiners, Janna (Geburtsname) |
| KURZBESCHREIBUNG | deutsche Faustballerin       |
| GEBURTSDATUM     | 16. August 1981              |